# Black Love
| Recensione                | Giudizio |
| ------------------------- | -------- |
| Rolling Stone Album Guide | [ 1 ]    |

Black Love è il quinto album in studio del gruppo statunitense degli Afghan Whigs, pubblicato nel 1996 dalla Elektra Records. Nella versione giapponese dell'album è presente la bonus track Moon River.

## Tracce
1. Crime Scene Part One (Dulli) - 5:59
2. My Enemy (Dulli) - 3:10
3. Double Day (Dulli/McCollum) - 4:39
4. Blame, Etc. (Dulli) - 4:11
5. Step Into The Light (Dulli) - 3:39
6. Going To Town (Dulli) - 3:16
7. Honky's Ladder (Dulli) - 4:16
8. Night By Candlelight (Dulli) - 3:41
9. Bulletproof (Dulli) - 6:36
10. Summer's Kiss (Dulli) - 3:55
11. Faded (Dulli) - 8:25

## Formazione

### Gruppo
- Greg Dulli - voce, chitarra, batteria elettronica, percussioni, timpani, sleigh bells
- Rick McCollum - chitarra, pedal steel, hammer dulcimer
- John Curley - basso, arpa, cori
- Paul Buchignani - batteria, percussioni, congas

### Altri musicisti
- Harold Chichester - organo, clavinet, Fender Rhodes piano, cori
- Doug Falsetti - percussioni, cori
- Jeff Powell - cori
- Shawn Smith - cori
- Barbara Hunter - violoncello
- Jeffrey Reed - effetti

## Crediti
- Jeff Powell - ingegnere del suono
- assistenti di studio:
  - John Curley
  - Jeffrey Reed
  - Ryan Hadlock
  - Aaron Warner
  - Joe Hadlock
  - Don Farwell
  - Erik Flettrich
  - Dubby
- missaggio:
  - Greg Dulli e Jeff Powell, Ardent Studios, Memphis, Tennessee, ottobre 1995
- Jeff Kleinsmith - art direction
- Danny Clinch - fotografia